# Greg Goosen
Pour les articles homonymes, voir Goosen.
Pas d'image ? Cliquez ici

a Compétitions nationales et continentales officielles uniquement.

Dernière mise à jour le 28 octobre 2013.
Greg John Goosen né le 9 septembre 1983 à Durban, est un joueur sud-africain de rugby à XV qui évolue au poste d'arrière.

## Biographie
Greg Goosen commence sa carrière avec les Natal Sharks sans jamais percer au plus haut niveau (aucun match de Currie Cup), avant de signer au Racing Métro 92 en 2006. En novembre 2010, il rejoint le Stade rochelais, avant de rejoindre la saison suivante le club anglais des Newcastle Falcons. En 2012, il revient en France où il joue sous les couleurs du SU Agen.